# 634539 Kuvaev
634539 Kuvaev è un asteroide della fascia principale. Scoperto nel 2011, presenta un'orbita caratterizzata da un semiasse maggiore pari a 2,528232 UA e da un'eccentricità di 0,120591, inclinata di 14,503062° rispetto all'eclittica.
È dedicato a Oleg Mikhailovich Kuvaev, scrittore e geologo russo.